# Verwaltungsgemeinschaft Bad Neustadt an der Saale
In der Verwaltungsgemeinschaft Bad Neustadt an der Saale im unterfränkischen Landkreis Rhön-Grabfeld haben sich folgende Gemeinden zur Erledigung ihrer Verwaltungsgeschäfte zusammengeschlossen:
1. Hohenroth, 3573 Einwohner, 17,14 km²
2. Niederlauer, 1660 Einwohner, 9,08 km²
3. Rödelmaier, 953 Einwohner, 6,28 km²
4. Salz, 2289 Einwohner, 8,65 km²
5. Schönau a.d.Brend, 1212 Einwohner, 15,57 km²
6. Strahlungen, 970 Einwohner, 13,43 km²
7. Burglauer, 1738 Einwohner, 13,95 km²

Sitz der Verwaltungsgemeinschaft ist Bad Neustadt a.d.Saale, das der Verwaltungsgemeinschaft aber nicht angehört.